# Crocidium melanopale
Crocidium melanopale är en tvåvingeart som beskrevs av Hesse 1938. Crocidium melanopale ingår i släktet Crocidium och familjen svävflugor. Inga underarter finns listade i Catalogue of Life.